# Segunda Categoría del Azuay
El Campeonato Provincial de la Segunda Categoría del Azuay es un torneo oficial de fútbol de ascenso en la provincia del Azuay. Es organizado anualmente por la Asociación de Fútbol Profesional del Azuay (AFA). Los cuatro mejores clubes (campeón, subcampeón, tercer lugar y cuarto lugar) clasifican al torneo de Ascenso Nacional por el ascenso a la Serie B, además el campeón provincial clasificará a la primera fase de la Copa Ecuador.

## Estructura de ascenso

### Sistema de campeonato actual
El sistema determinado por la Asociación de Fútbol Profesional del Azuay fue el siguiente:
- Primera fase: Los 15 equipos fueron divididos en tres grupos de cinco equipos cada uno, jugaron todos contra todos ida y vuelta, los dos primeros de cada grupo más los dos mejores terceros avanzaron a la siguiente etapa.[2]

- Fase final: Los ocho equipos clasificados de la etapa anterior se ordenaron en una sola tabla con base en los puntos y goles obtenidos, se enfrentaron entre sí en play-offs eliminatorios desde Cuartos de final (ida y vuelta) para determinar al campeón y subcampeón del torneo, las semifinales y final se jugaron a partido único. El orden de los enfrentamientos de cuartos de final fue: 1.º vs. 8.º, 2.º vs. 7.º, 3.º vs. 6.º y 4.º vs. 5.º[2]

## Palmarés
| Temporada | Campeón                   | Subcampeón                |
| --------- | ------------------------- | ------------------------- |
| 1971      | ?                         | ?                         |
| 1972      | Liga de Cuenca (1)        | ?                         |
| 1973      | ?                         | ?                         |
| 1974      | Liga de Cuenca (2)        | ?                         |
| 1975      | Estudiantes (1)           | ?                         |
| 1976      | Estrella Roja (1)         | ?                         |
| 1977      | Estudiantes (2)           | ?                         |
| 1978      | Estudiantes (3)           | ?                         |
| 1979      | Tecni Club (1)            | ?                         |
| 1980      | Cruz del Vado (1)         | ?                         |
| 1981      | Tecni Club (2)            | ?                         |
| 1982      | Cruz del Vado (2)         | ?                         |
| 1983      | Deportivo Cuenca (1)      | Liga de Cuenca (1)        |
| 1984      | Deportivo Cuenca (2)      | Liga de Cuenca (2)        |
| 1985      | Liga de Cuenca (3)        | Estrella Roja (1)         |
| 1986      | Estrella Roja (2)         | Liga de Cuenca (3)        |
| 1987      | Liga de Cuenca (4)        | La Gloria (1)             |
| 1988      | Liga de Cuenca (5)        | La Gloria (2)             |
| 1989      | La Gloria (1)             | Tecni Club (1)            |
| 1990      | Liga de Cuenca (6)        | Cruz del Vado (1)         |
| 1991      | Tecni Club (3)            | La Gloria (3)             |
| 1992      | Tecni Club (4)            | Liga de Cuenca (4)        |
| 1993      | Cruz del Vado (3)         | Tecni Club (2)            |
| 1994      | ?                         | ?                         |
| 1995      | Liga de Cuenca (7)        | Estudiantes (1)           |
| 1996      | Liga de Cuenca (8)        | ?                         |
| 1997      | ?                         | ?                         |
| 1998      | Liga de Cuenca (9)        | Tecni Club (3)            |
| 1999      | Tecni Club (5)            | Estudiantes (2)           |
| 2000      | Estudiantes (4)           | Tecni Club (4)            |
| 2001      | ?                         | ?                         |
| 2002      | Liga de Cuenca (10)       | Tecni Club (5)            |
| 2003      | Tecni Club (6)            | Liga de Cuenca (5)        |
| 2004      | Liga de Cuenca (11)       | Estudiantes (3)           |
| 2005      | Liga de Cuenca (12)       | Gualaceo S. C. (1)        |
| 2006      | Tecni Club (7)            | Liga de Cuenca (6)        |
| 2007      | Liga de Cuenca (13)       | Tecni Club (6)            |
| 2008      | Tecni Club (8)            | Estrella Roja (2)         |
| 2009      | Tecni Club (9)            | Gualaceo S. C. (2)        |
| 2010      | Liga de Cuenca (14)       | Gualaceo S. C. (3)        |
| 2011      | Gualaceo S. C. (1)        | Estudiantes (4)           |
| 2012      | Gualaceo S. C. (2)        | Estudiantes (5)           |
| 2013      | Estrella Roja (3)         | Tecni Club (7)            |
| 2014      | Gualaceo S. C. (3)        | Estrella Roja (3)         |
| 2015      | Cruz del Vado (4)         | Tecni Club (8)            |
| 2016      | Atenas F. C. (1)          | Estudiantes (6)           |
| 2017      | Baldor Bermeo Cabrera (1) | Atenas F. C. (1)          |
| 2018      | Gloria (2)                | Atenas F. C. (2)          |
| 2019      | Gloria (3)                | Estrella Roja (4)         |
| 2020      | Gloria (4)                | Baldor Bermeo Cabrera (1) |
| 2021      | Estudiantes (5)           | Cuenca F. C. (1)          |
| 2022      | Aviced F. C. (1)          | Estrella Roja (5)         |
| 2023      | Liga de Cuenca (15)       | Baldor Bermeo Cabrera (2) |
| 2024      | Cuenca Juniors (1)        | Aviced F. C. (1)          |
| 2025      | Por definir               | Por definir               |

## Estadísticas por equipo

### Campeonatos
| Equipo                | Títulos | Subtítulos | Temporadas campeón                                                                        | Temporadas subcampeón                           |
| --------------------- | ------- | ---------- | ----------------------------------------------------------------------------------------- | ----------------------------------------------- |
| Liga de Cuenca        | 15      | 6          | 1972, 1974, 1985, 1987, 1988, 1990, 1995, 1996, 1998, 2002, 2004, 2005, 2007, 2010, 2023. | 1983, 1984, 1986, 1992, 2003, 2006.             |
| Tecni Club            | 9       | 8          | 1979, 1981, 1991, 1992, 1999, 2003, 2006, 2008, 2009.                                     | 1989, 1993, 1998, 2000, 2002, 2007, 2013, 2015. |
| Estudiantes           | 5       | 6          | 1975, 1977, 1978, 2000, 2021.                                                             | 1995, 1999, 2004, 2011, 2012, 2016.             |
| Gloria                | 4       | 3          | 1989, 2018, 2019, 2020.                                                                   | 1987, 1988, 1991.                               |
| Cruz del Vado         | 4       | 1          | 1980, 1982, 1993, 2015.                                                                   | 1990.                                           |
| Estrella Roja         | 3       | 5          | 1976, 1986, 2013.                                                                         | 1985, 2008, 2014, 2019, 2022.                   |
| Gualaceo S. C.        | 3       | 3          | 2011, 2012, 2014.                                                                         | 2005, 2009, 2010.                               |
| Deportivo Cuenca      | 2       | 0          | 1983, 1984.                                                                               |                                                 |
| Baldor Bermeo Cabrera | 1       | 2          | 2017.                                                                                     | 2020, 2023.                                     |
| Atenas F. C.          | 1       | 2          | 2016.                                                                                     | 2017, 2018.                                     |
| Aviced F. C.          | 1       | 1          | 2022.                                                                                     | 2024                                            |
| Cuenca Juniors        | 1       | 0          | 2024.                                                                                     |                                                 |
| Cuenca F. C.          | 0       | 1          |                                                                                           | 2021.                                           |

### Estadísticas por Cantón
| Cantón         |    | Títulos |    | Subtítulos |  |
| -------------- | -- | --- | -- | --- |  |
| Cuenca         | 45 | Liga de Cuenca (15) Tecni Club (9) Estudiantes (5) Cruz del Vado (4) Gloria (4) Estrella Roja (3) Deportivo Cuenca (2) Atenas F. C. (1) Aviced F. C. (1) Cuenca Juniors (1) | 33 | Tecni Club (8) Estudiantes (6) Liga de Cuenca (6) Estrella Roja (5) Gloria (3) Atenas F. C. (2) Aviced F. C. (1) Cruz del Vado (1) Cuenca F. C. (1) |  |
| Gualaceo       | 3  | Gualaceo S. C. (3) | 3  | Gualaceo S. C. (3) |  |
| Ponce Enríquez | 1  | Baldor Bermeo Cabrera (1) | 2  | Baldor Bermeo Cabrera (2) |  |